# 三河村 (兵庫県)
三河村（みかわむら）は、かつて兵庫県中西部（西播磨地区）に存在していた宍粟郡の村。
1955年、佐用郡徳久村、中安村と合併し、佐用郡南光町となったため地方自治体としては消滅した。
旧村域は現在の佐用町の北東部に相当する。

## 概要
現在の佐用郡佐用町漆野、西下野、下三河、中三河、上三河、河崎、船越に相当する。

## 沿革
- 1889年（明治22年）4月1日 - 町村制施行に伴い宍粟郡三河村発足。
- 1955年（昭和30年）7月20日 - 佐用郡徳久村、中安村と合併し、佐用郡南光町が発足したため消滅。

## 教育
現在は各校とも佐用町立となっている。
- 三河村立三河小学校